# Liste des membres de la fédération cynologique internationale
Les membres de la Fédération cynologique internationale (FCI) sont organinés en cinq sections géographiques : Europe, Amérique latine et Caraïbes, Asie et Pacifique, Moyen-Orient, Afrique. À l'intérieur de celles-ci se répartissent les organismes fédérés, les organismes associés et les partenaires sous contrat.

## Europe

### Organismes fédérés: 33
| Pays                      | Nom officiel                                                                      | Sigle       |
| ------------------------- | --------------------------------------------------------------------------------- | ----------- |
| Allemagne                 | Verband für das Deutsche Hundewesen (de)                                          | VDH         |
| Autriche                  | Österreichischer Kynologenverband (de)                                            | ÖKV         |
| Belgique                  | Union Royale Cynologique Saint-Hubert Koninklijke Kynologische Unie Sint-Hubertus | URCSH KKUSH |
| Chypre                    | Cyprus Kennel Club Κυνολογικού Ομίλου Κύπρου                                      | CKC ΚΟΚ     |
| Croatie                   | Hrvatski Kinoloski Savez                                                          | HKS         |
| Danemark                  | Dansk Kennel Klub (da)                                                            | DKK         |
| Espagne                   | Real Sociedad Canina de España (es)                                               | RSCE        |
| Estonie                   | Eesti Kennelliit                                                                  | EKL         |
| Finlande                  | Suomen Kennelliitto - Finska Kennelklubben ry. (fi)                               | SKL-FKK     |
| France                    | Société centrale canine                                                           | SCC         |
| Grand-Duché de Luxembourg | Fédération Cynologique Luxembourgeoise                                            | FCL         |
| Grèce                     | Kennel Club of Greece Κυνολογικός Όμιλος Ελλάδος                                  | KCG KOE     |
| Hongrie                   | Magyar Ebtenyésztök Orszagos Egyesülete                                           | MEOE        |
| Irlande                   | Irish Kennel Club (en)                                                            | IKC         |
| Israël                    | Israel Kennel Club ההתאחדות הישראלית לכלבנות                                      | IKC ההל     |
| Italie                    | Ente Nazionale della Cinofilia Italiana (it)                                      | ENCI        |
| Lettonie                  | Latvijas Kinoloģiskā Federācija                                                   | LKF         |
| Lituanie                  | Lietuvos Kinologų Draugija                                                        | LKD         |
| Monaco                    | Société Canine de Monaco                                                          | SCM         |
| Maroc                     | Société Centrale Canine Marocaine                                                 | SCCM        |
| Norvège                   | Norsk Kennel Klub (no)                                                            | NKK         |
| Pays-Bas                  | Raad van Beheer op Kynologisch Gebied in Nederland (nl)                           | RvB         |
| Pologne                   | Związek Kynologiczny w Polsce (pl)                                                | ZKwP        |
| Portugal                  | Clube Português de Canicultura                                                    | CPC         |
| Roumanie                  | Asociaţia Chinologică Română (ro)                                                 | AChR        |
| Russie                    | Russian Kynological Federation Российская Кинологическая Федерация                | RKF РКФ     |
| Serbie                    | Kinološki Savez Republike Srbije                                                  | KSRS        |
| Slovaquie                 | Slovenská kynologická jednota (sk)                                                | SKJ         |
| Slovénie                  | Kinološka Zveza Slovenije                                                         | KZS         |
| Suède                     | Svenska Kennelklubben (sv)                                                        | SKK         |
| Suisse                    | Société Cynologique Suisse Schweizerische Kynologische Gesellschaft (de)          | SCS SKG     |
| Tchéquie                  | ČeskoMoravská Kynologická Unie                                                    | CMKU        |
| Ukraine                   | Ukrainian Kennel Union Кинологический Союз Украины                                | UKU КСУ     |

### Organismes associés: 10
| Pays              | Nom officiel                                                                               | Sigle     |
| ----------------- | ------------------------------------------------------------------------------------------ | --------- |
| Biélorussie       | Belorussian Cynological Union Белорусское Кинологическое Объединение                       | BCU БКО   |
| Bulgarie          | Bulgarian Republican Federation of Cynology Българска Републиканска Федерация по Кинология | BRFK БРФК |
| Géorgie           | Fédération Cynologique de Géorgie                                                          | FCG       |
| Gibraltar         | Gibraltar Kennel Club                                                                      | GKC       |
| Islande           | Hundaræktarfélag Íslands                                                                   | HRFÍ      |
| Kazakhstan        | Union of Cynologists of Kazakstan Союз Кинологов Казахстана                                | UCK CKK   |
| Macédoine du Nord | Kennel Association of the Republic of Macedonia Кинелошки Сојуз на Република Македонија    | KARM KCM  |
| Malte             | Malta Kennel Club                                                                          | MKC       |
| Moldavie          | Uniunea Chinologică din Moldova Кинологический Союз Молдовы                                | UChM КСМ  |
| Saint-Marin       | Kennel Club San Marino                                                                     | KCSM      |

### Partenaires sous contrat: 3
| Pays        | Nom officiel                                                                                 | Sigle      |
| ----------- | -------------------------------------------------------------------------------------------- | ---------- |
| Azerbaïdjan | Azərbaycan Respublikasi Kinoloqlar İctimai Birlyi Кинологический Союз Республики Азербайджан | ARKİB КСРА |
| Monténégro  | Kinološki Savez Crne Gore                                                                    | KSCG       |
| Ouzbékistan | Kynological Federation of Uzbekistan Кинологическая федерация Узбекистана                    | KFU KФУ    |

## Amérique latine et Caraïbes

### Organismes fédérés: 16
| Pays                   | Nom officiel                                | Sigle   |
| ---------------------- | ------------------------------------------- | ------- |
| Argentine              | Federación Cinológica Argentina             | FCA     |
| Brésil                 | Confederação Brasileira de Cinofilia        | CBKC    |
| Chili                  | Kennel Club de Chile                        | KCC     |
| Colombie               | Asociación Club Canino Colombiano           | ACCC    |
| Costa Rica             | Asociación Canófila Costarricense           | ACC     |
| Cuba                   | Federación Cinólogica de Cuba               | FCC     |
| Équateur               | Asociación Ecuatoriana de Registros Caninos | AERCAN  |
| Guatemala              | Asociación Canófila Guatemalteca            | ACANGUA |
| Mexique                | Federacíon Canófila Mexicana                | FCM     |
| Panama                 | Club Canino de Panamá                       | CCP     |
| Paraguay               | Paraguay Kennel Club                        | PKC     |
| Pérou                  | Kennel Club Peruano                         | KCP     |
| Porto Rico             | Federación Canófila de Puerto Rico          | FCPR    |
| République dominicaine | Federación Canina Dominicana                | FCD     |
| Uruguay                | Kennel Club Uruguayo                        | KCU     |
| Venezuela              | Federación Canina de Venezuela              | FCV     |

### Organismes associés: 3
| Pays     | Nom officiel                    | Sigle   |
| -------- | ------------------------------- | ------- |
| Bolivie  | Kennel Club Boliviano           | KCB     |
| Honduras | Asociación Canófila de Honduras | ACH     |
| Salvador | Asociación Canófila Salvadoreña | ACANSAL |

### Partenaires sous contrat: 1
| Pays      | Nom officiel                   | Sigle |
| --------- | ------------------------------ | ----- |
| Nicaragua | Asociación Canina Nicaragüense | ACAN  |

## Asie et Pacifique

### Organismes fédérés: 6
| Pays                | Nom officiel                                       | Sigle |
| ------------------- | -------------------------------------------------- | ----- |
| Inde                | Kennel Club of India                               | KCI   |
| Japon               | Kennel Club japonais 社団法人 ジャパンケネルクラブ | JKC   |
| Philippines         | Philippine Canine Club, Incorporated               | PCCI  |
| République de Corée | Korea Kennel Federation 한국애견연맹               | KKF   |
| Taïwan              | Kennel Club of Taiwan 社團法人台灣畜犬協會         | KCT   |
| Thaïlande           | Kennel Club of Thailand                            | KCT   |

### Organismes associés: 7
| Pays             | Nom officiel                                                  | Sigle  |
| ---------------- | ------------------------------------------------------------- | ------ |
| Australie        | Australian National Kennel Council (en)                       | ANKC   |
| Hong Kong        | Hong Kong Kennel Club 香港狗會                                | HKKC   |
| Indonésie        | All Indonesia Kennel Club Perkumpulan Kinologi Indonesia      | PERKIN |
| Malaisie         | Malaysian Kennel Association Persatuan Kennel Anjing Malaysia | MKA    |
| Nouvelle-Zélande | New Zealand Kennel Club (en)                                  | NZKC   |
| Singapour        | Singapore Kennel Club                                         | SKC    |
| Sri Lanka        | Kennel Association of Sri Lanka                               | KASL   |

### Partenaires sous contrat: 2
| Pays     | Nom officiel                                  | Sigle |
| -------- | --------------------------------------------- | ----- |
| Chine    | China Kennel Union 中国光彩事业促进会犬业协会 | CKU   |
| Pakistan | Kennel Club of Pakistan                       | CKP   |

## Moyen-Orient

### Organismes associés: 1
| Pays    | Nom officiel           | Sigle |
| ------- | ---------------------- | ----- |
| Bahreïn | Kennel Club of Bahrain | KCB   |

## Afrique

### Organismes fédérés: 1
| Pays           | Nom officiel                         | Sigle |
| -------------- | ------------------------------------ | ----- |
| Afrique du Sud | Kennel Union of Southern Africa (en) | KUSA  |

## Total des membres: 83
- Membres fédérés : 56
- Membres associés : 21
- Partenaires sous contrat : 6